# Paradeep
Paradeep (auch Paradip) ist eine Stadt im indischen Bundesstaat Odisha mit einem wichtigen Seehafen.
Paradeep liegt an der Küste des Golfs von Bengalen an der Mündung der Mahanadi.
Die Stadt befindet sich im Distrikt Jagatsinghpur.
Der Hafen von Paradeep wurde 1962 angelegt. Seitdem ist er ein wichtiger Industriestandort in Odisha.
Paradeep ist seit dem 18. September 1980 ein Notified Area Council (NAC) und seit dem 12. Dezember 2002 eine Municipality mit 18 Wards.
Die Stadt ist über die 80 km lange Zubringerstraße NH 5A mit der nationalen Fernstraße NH 5, die entlang der Ostküste Indiens verläuft, verbunden. Vom 80 km westlich gelegenen Cuttack führt eine Bahnlinie nach Paradeep.

## Einwohner
Beim Zensus 2011 betrug die Einwohnerzahl 68.585. Das Geschlechterverhältnis lag bei 839 Frauen auf 1000 Männer. Die Alphabetisierungsrate belief sich auf 85,93 %.